# Sumpf-Greiskraut
Das Sumpf-Greiskraut (Jacobaea paludosa (L.) G.Gaertn. & al., Syn.: Senecio paludosus L.) ist eine Pflanzenart aus der Gattung Jacobaea.

## Beschreibung

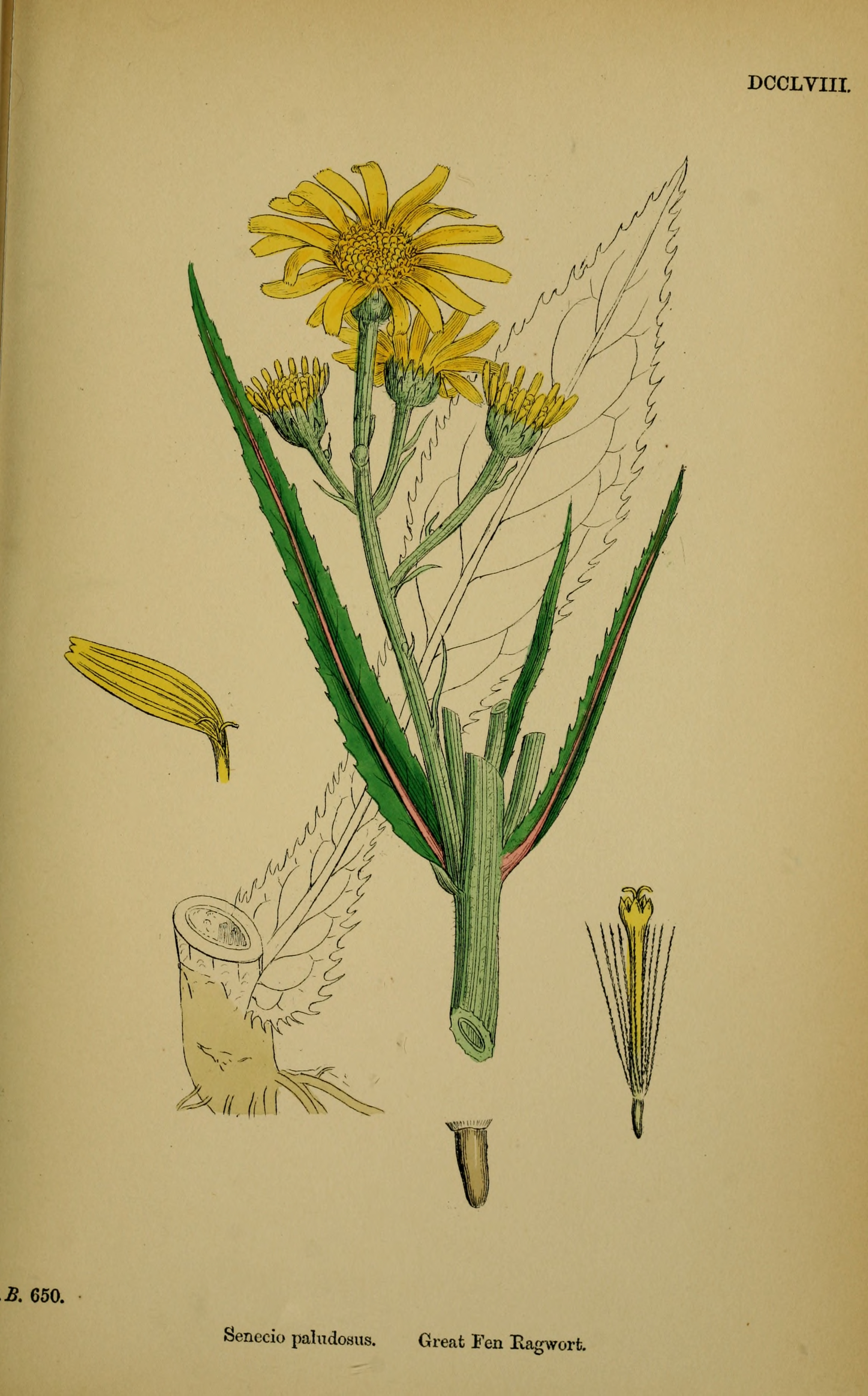
Illustration

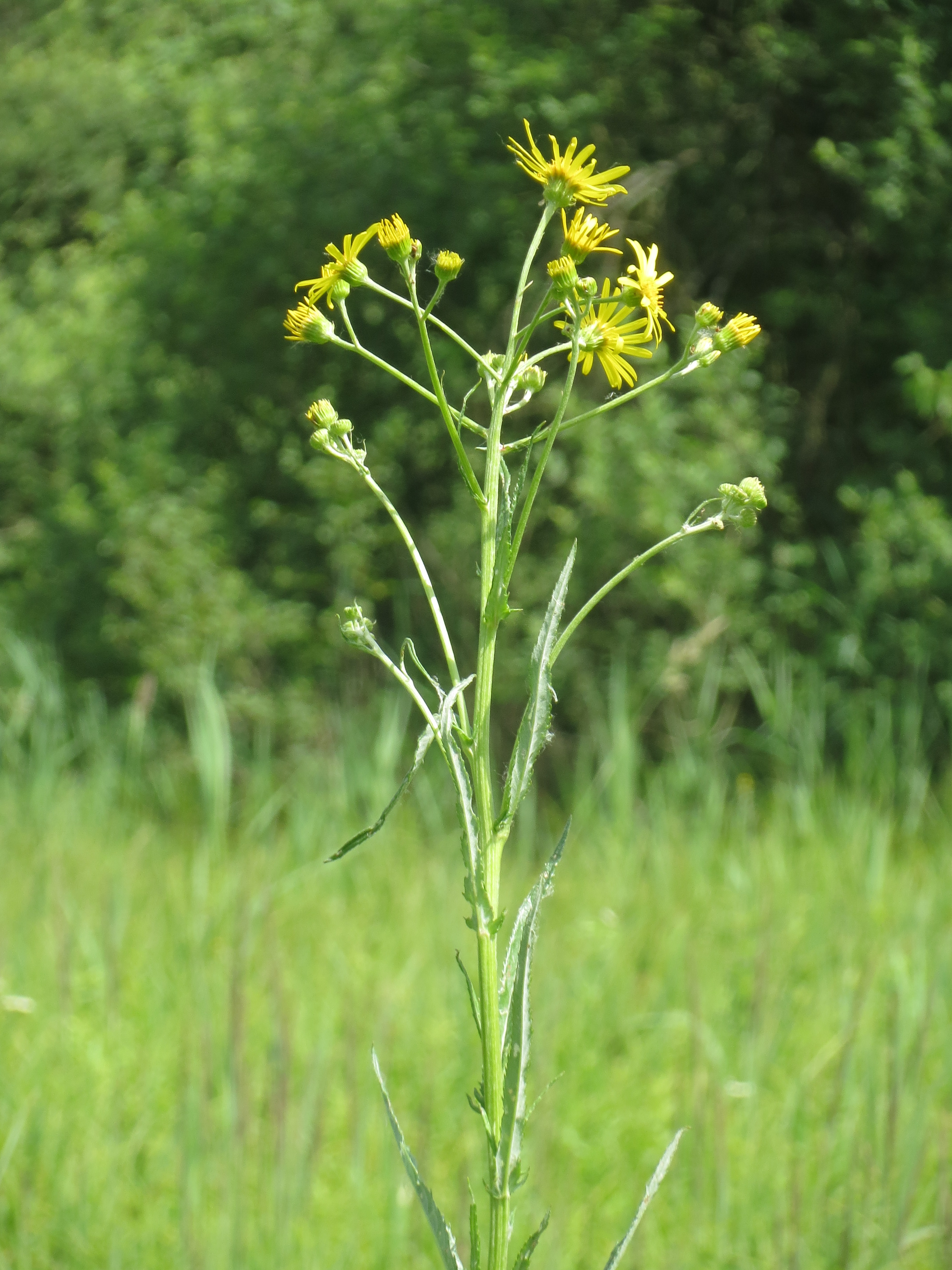
Blütenstand

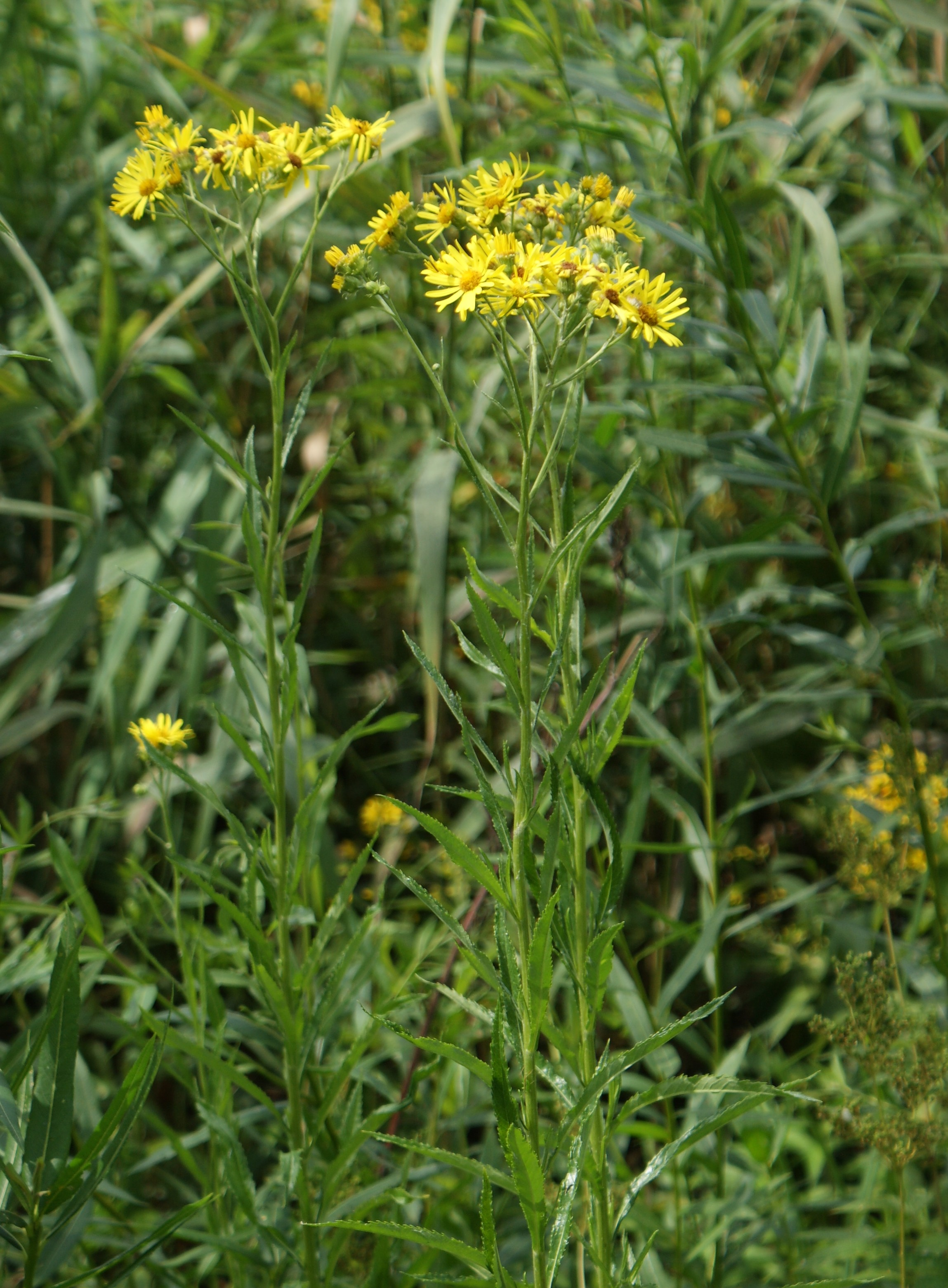
Habitus, Laubblätter und Blütenstände

### Vegetative Merkmale
Das Sumpf-Greiskraut wächst als ausdauernde krautige Pflanze und erreicht Wuchshöhen von 50 bis 200 Zentimetern. Sogar die Wuchshöhe von 272 Zentimeter wurde einmal beobachtet. Es werden kriechende Rhizome gebildet. Die Stängel sind steif aufrecht, hohl, furchig gestreift, meist zerstreut spinnwebig behaart, oben sehr dicht beblättert aber unten zur Blütezeit ohne Laubblätter. Die Stängelblätter sind ungeteilt, ei- bis lineallanzettlich, lang zugespitzt, unregelmäßig scharf gezähnt und sitzend bis halbstängelumfassend geöhrt, etwa 7- bis 15-mal so lang wie breit. Die Blattzähne sind nach vorn gerichtet. Die Blattunterseite ist graufilzig.

### Generative Merkmale
Blütezeit ist Juni bis August. Der Gesamtblütenstand enthält viele ebensträußige Blütenkörbchen. Die Blütenkörbchen weisen einen Durchmesser von drei, bis selten vier Zentimetern auf. Die Hülle ist glockig, 10 bis 12 Millimeter lang und von schmal lanzettlichen, etwa halb so langen Außenhüllblättern umgeben. Die 13 Hüllblätter sind eilanzettlich bis lanzettlich, kurz zugespitzt, kahl, nur manchmal am Grund wollig und an der Spitze bräunlich. Ein Blütenkörbchen enthält 9 bis 18, selten bis zu 20 hellgelbe Zungenblüten. Die Zungenblüten sind etwa 2 Millimeter breit. Es werden 3–4 mm lange Achänen mit Pappus gebildet. Der Pappus ist zur Blütezeit so lang wie die Kronröhre der Scheibenblüten, zur Fruchtzeit ist er dreimal so lang wie die Achäne. Er ist gelblich.
Die Chromosomenzahl beträgt 2n = 40.

## Vorkommen
Das Hauptverbreitungsgebiet des Sumpf-Greiskrautes liegt im subkontinentalen Europa. Es gibt weit vorgeschobenen Vorposten im östlichen Spanien und im Rhonedelta. Das Areal reicht im Süden von Mittelfrankreich über die Westalpen und die Poebene bis Thrakien am Schwarzen Meer, im Norden von England über Südschweden und Estland bis Nordrussland. Im Osten nur den europäischen Teil Russlands mit einschließend.
Das Sumpf-Greiskraut gedeiht am besten auf nassen, humosen, stickstoffreichen Tonböden. Es erträgt zeitweilige Überflutung. Es besiedelt das Röhricht stehender oder langsam fließender Gewässer, Gräben und Bruchwälder. Am Mittel- und Unterlauf der großen Ströme und im Alpenvorland kommt es selten, aber oft in lockeren Beständen vor. Es ist in Mitteleuropa eine Charakterart des Caricetum elatae, kommt seltener aber auch in anderen Gesellschaften des Verbands Magnocaricion oder der Ordnungen Alnetalia oder Convolvuletalia vor.
Die ökologischen Zeigerwerte nach Landolt et al. 2010 sind in der Schweiz: Feuchtezahl F = 5w (überschwemmt aber mäßig wechselnd), Lichtzahl L = 4 (hell), Reaktionszahl R = 3 (schwach sauer bis neutral), Temperaturzahl T = 4 (kollin), Nährstoffzahl N = 3 (mäßig nährstoffarm bis mäßig nährstoffreich), Kontinentalitätszahl K = 2 (subozeanisch).

## Systematik
Die Erstveröffentlichung erfolgte 1753 unter dem Namen (Basionym) Senecio paludosus durch Carl von Linné. Die Neukombination zu Jacobaea paludosa (L.) G.Gaertn. & al. wurde 1801 durch Gottfried Gaertner, Bernhard Meyer und Johannes Scherbius in der Oekonomischen Flora der Wetterau, Band 3, 1, S. 211 veröffentlicht. Weitere Synonyme für Jacobaea paludosa (L.) G.Gaertn. & al. sind: Senecio bohemicus Tausch, Senecio riparius Wallr., Senecio paludosus subsp. bohemicus (Tausch) Čelak., Senecio paludosus subsp. tomentosus Čelak. non W.D.J.Koch. Das Artepitheton paludosa bedeutet Sumpf.
Die formenreiche Art Jacobaea paludosa wird von einigen Autoren in mehrere, allerdings schwer unterscheidbare Unterarten gegliedert:
- Jacobaea paludosa (L.) G.Gaertn. & al. subsp. paludosa: Sie kommt in Deutschland, Polen, Tschechien, Österreich, Ungarn, Kroatien, Serbien, Bulgarien, Rumänien, Ukraine, Slowakei, Weißrussland, Russland, Moldawien, Estland, Lettland, Litauen und Schweden vor.[4]
- Jacobaea paludosa subsp. angustifolia (Holub) B.Nord. & Greuter (Syn.: Senecio paludosus subsp. angustifolius Holub): Sie kommt in West-, Mittel- und Südosteuropa vor in Großbritannien, Frankreich, Belgien, den Niederlanden, Deutschland, Österreich, Schweiz, Tschechien, Italien, Slowenien, Kroatien, Ungarn, Serbien, Slowakei und Rumänien.[4]
- Jacobaea paludosa subsp. lanata (Holub) B.Nord. & Greuter (Syn.: Senecio paludosus subsp. lanatus Holub, Cineraria aurea L. non Senecio aureus L., Senecio auratus DC., Senecio sadleri Sadler, Senecio tataricus Less.): Sie kommt in Europa in Tschechien, Ungarn und Osteuropa vor.[4]

## Geschichte
Die Art wurde schon von Hieronymus Harder (1523–1607) gesammelt mit der Bemerkung: Jacobaea foliis laciniatis. Die Gros Jacobsblume; wext eines manns hoch in den Riedern.